# رژیس لو بری
رژیس لو بری (فرانسوی: Régis Le Bris‎؛ زادهٔ ۶ دسامبر ۱۹۷۵) بازیکن سابق و مربی فوتبال اهل فرانسه است.
از باشگاه‌هایی که در آن بازی کرده‌است می‌توان به باشگاه فوتبال رن و باشگاه فوتبال استاد لاوالوا اشاره کرد.